# 寛永行幸
寛永行幸（かんえいぎょうこう）とは、寛永３年（1626年）に後水尾天皇が、徳川秀忠・家光の招きに応じて二条城へ行幸した（「二条城行幸」とも）ものをいう。
9月6日、内裏を出発した行幸行列は、東洞院通を北上し、中立売通、堀川通を通って二条城へ向ったとされる。その距離約2.6キロメートル。参列者は天皇・公家、幕府方を含めて9000人、馬540頭、牛車12台、輿470基という大規模なもので、先頭が二条城に到着しても、最後尾はまだ内裏から出ていなかった。通りの両側を、行列を見物する大勢の人が埋め尽くし、都はお祭りのような賑わいに包まれた。後水尾天皇は9月10日まで5日間滞在。秀忠と家光は、雅楽の演奏、蹴鞠の披露、能楽の上演などの催しで天皇をもてなした。
二条城はこの行幸のために、大規模な増改築が行われた。敷地を西に拡張し、本丸を増築。さらに、二の丸御殿に狩野派の描いた障壁画が納められ、現在の姿に近い形となった。二の丸御殿の南に行幸御殿なども新築されたが、行幸後に移築されるなどしたため、現存していない。